# Йосіда Юріка
Йосіда Юріка (яп. 吉田 夕梨花) — японська керлінгістка, олімпійська медалістка.
Бронзову олімпійську медаль Йосіда виборола на Пхьончханській олімпіаді 2018 року в складі японської команди, в якій грала на позиції ліда (першої, заводної).

## Виноски
1. ↑  Keating, Steve (24 лютого 2018), Curling: Japan win bronze to claim first Olympic medal, Reuters, архів оригіналу за 25 лютого 2018, процитовано 25 лютого 2018